# Olios sanctivincenti
Olios sanctivincenti är en spindelart som först beskrevs av Simon 1897.  Olios sanctivincenti ingår i släktet Olios och familjen jättekrabbspindlar. Inga underarter finns listade i Catalogue of Life.